# 5. Sinfonie (Mozart)
Die Sinfonie B-Dur Köchelverzeichnis 22 ist eine klassische Sinfonie in drei Sätzen von Wolfgang Amadeus Mozart aus dem Jahr 1765. Nach der Zählweise der Alten Mozart-Ausgabe trägt sie die Nummer 5.

## Entstehungsgeschichte

Der junge Mozart im Jahr 1763

Eigentlich hatten die Mozarts nach ihrem Aufenthalt in England direkt nach Paris reisen wollen. Aufgrund inständiger Bitten eines holländischen Gesandten und wohl auch wegen guter Einnahmeaussichten ließ sich Leopold Mozart dann aber doch dazu bewegen, einen Umweg über Den Haag zu machen. Hier hielten sich die Mozarts von September 1765 bis April 1766 auf und gaben diverse Konzerte. Dabei wurde neben den Londoner Sinfonien (KV 16, KV 19, KV 19a, KV 19b) auch KV 22 aufgeführt, die Mozart im Dezember 1765 in Den Haag komponierte. Der Anlass war wahrscheinlich ein Konzert am 22. Januar 1766. Der Begriff „Sinfonie“ war damals noch nicht so stark festgelegt wie heute, bspw. wurde KV 22 in den Flugblättern von 1765 als Ouvertüre angekündigt. 

„Am 10. September erreichten sie nach großen Strapazen endlich Den Haag, quartierten sich bei einem Uhrmacher ein und gaben zwei Tage später schon das erste Konzert am Hof der Niederlande, aber ohne Nannerl: Sie brach nach der Ankunft zusammen und konnte nicht mehr auftreten. Es ging ihr sehr schlecht. Die Ärzte rätselten: Waren es die Pocken? Nein, offenbar litt sie an Typhus. Leopold Mozart: „Ich sah meine Tochter täglich abnehmen; sie hatte nun nichts mehr als Haut und Knochen… Der Arzt hatte selber keine Hoffnung mehr.“ Vater und Mutter versuchten, die Kranke in langen Gesprächen auf den Tod vorzubereiten, sie „von der Eitelkeit dieser Welt, von dem glückseligen Tode der Kinder“ zu überzeugen, „da inzwischen der Wolfgangl im anderen Zimmer sich mit seiner Musik unterhielt.“ Er durfte wegen der Ansteckungsgefahr nicht zur Schwester und komponierte in dieser Zeit seine dritte Sinfonie.“

Ein Mitglied des Amsterdamer Stadsschouwburg-Orchesters, Georg Anton Kreusser, hat wahrscheinlich KV 22 gehört oder sogar mit aufgeführt, denn er verwendete den Anfang vom ersten Satz für seine eigene Sinfonie in Es-Dur op. 5 Nr 4.

## Zur Musik
Besetzung: zwei Oboen, zwei Hörner in B, zwei Violinen, Viola, Cello, Kontrabass. Zur Verstärkung der Bass-Stimme war es damals üblich, ohne gesonderte Notierung (sofern im Orchester vorhanden) Fagott und ein Cembalo einzusetzen.
Aufführungszeit: ca. 8 Minuten.
Bei den hier benutzten Begriffen in Anlehnung an die Sonatensatzform ist zu berücksichtigen, dass dieses Schema in der ersten Hälfte des 19. Jahrhunderts entworfen wurde (siehe dort) und von daher nur mit Einschränkungen auf diese Sinfonie übertragen werden kann. Die Sätze 1 und 2 entsprechen noch mehr der zweiteiligen Form, bei der der zweite Satzteil als modifizierter Durchlauf des ersten („Exposition“) angesehen wird. – Die hier vorgenommene Beschreibung und Gliederung der Sätze ist als Vorschlag zu verstehen. Je nach Standpunkt sind auch andere Abgrenzungen und Deutungen möglich.

### Erster Satz: Allegro
B-Dur, 4/4-Takt, 98 Takte
Das Anfangsthema ist durch Vorhalte, Akzente, Triller und Bewegung in Sexten gekennzeichnet: 
Die Audiowiedergabe wird in deinem Browser nicht unterstützt. Du kannst die Audiodatei herunterladen.
Es wird mit einem 14 Takte langen Orgelpunkt auf B unterlegt, der um 1765 weit über Westeuropa verbreitet war (im Stile der Mannheimer Sinfoniker). Nach dem kurzen Crescendo bis zum Forte und Akkordschlägen beginnt in der Dominante F-Dur eine Passage, welche die gerade erreichte Bewegung durch Akzente und Pausen etwas bremst. Ab Takt 23 fließt die Bewegung dann wieder in Form eines Dialoges zwischen den Violinen. Im folgenden Abschnitt ist das Tremolo der Violinen von einer Bassbewegung unterlegt. Eine solche Struktur findet sich z. B. auch bei KV 19, KV 43 und KV 73. 
Nach der Schlussgruppe von Takt 39 bis 46, die wieder das Motiv vom ersten Thema aufgreift, schließt sich der zweite Satzteil an, der das Einleitungsthema durch f-Moll und c-Moll führt. Im Überleitungsteil zum zweiten Thema (Takt 65 bis 72) wechselt Mozart effektvoll von Moll nach Dur. Das zweite Thema setzt dann in Takt 73 in B-Dur ein. Der weitere Verlauf entspricht im Wesentlichen dem im ersten Teil.

### Zweiter Satz: Andante
g-Moll, 2/4-Takt, 57 Takte
Für den Satz wird folgende Struktur vorgeschlagen:
- A-Teil (Takt 1 – 10): symmetrisch aufgebautes Motiv in g-Moll (vier Takte, die einmal wiederholt werden) mit Quinte, gefolgt von zwei Takten mit abfallendem Unisono („Seufzen“);

Die Audiowiedergabe wird in deinem Browser nicht unterstützt. Du kannst die Audiodatei herunterladen.
- B-Teil (Takt 10 – 21): sequenziertes, neues Motiv mit charakteristischem Auftakt (Sexte, Quinte, Quarte) mit versetzten Einsätzen der beiden Violinen; Wechsel von c-Moll nach B-Dur;
- A-Teil (Takt 22 – 31): Wie oben, aber nun in der Tonikaparallele B-Dur, Ende wieder mit kurzem, fallendem Unisono;
- B'-Teil (Takt 31 – 37): kleiner Abschnitt mit Abwandlung vom Motiv des B-Teils, endet ebenfalls mit kurzem fallenden Unisono, B-Dur;
- A-Teil (Takt 38 – 45): wie Takt 1 – 10, aber ohne Unisono-Ende, g-Moll;
- B-Teil (Takt 45 – 50): wie Takt 10 – 15, c-Moll;
- C-Teil oder Coda (Takt 51–57): Aushauchen des Satzes mit Wechsel von c-Moll und g-Moll.

Neal Zaslaw hebt die „erstaunliche Intensität musikalischer Gestik“ hervor und meint damit wahrscheinlich die „melancholische“ Chromatik und die in den B-Teilen auftretenden Strukturimitationen.

### Dritter Satz: Allegro molto
B-Dur, 3/8-Takt, 97 Takte
Dieses recht stürmische Finale in Rondo-Form weist den damals typischen „Kehraus“-Charakter auf und bildet so einen Kontrast zur düsteren Klangfarbe des zweiten Satzes.
- A-Teil: Takt 1–20: Refrain, einfache Melodie basierend auf einem B-Dur-Dreiklang und kräftigen B-Dur Akkorden. Die Melodie wird von Takt 11–20 wiederholt. Sie erinnert an die Einleitung des Quartetts „Signore, die fuori son già i suonatori“ aus dem Finale des zweiten Aktes der Hochzeit des Figaro.[1]

Die Audiowiedergabe wird in deinem Browser nicht unterstützt. Du kannst die Audiodatei herunterladen.
- B-Teil: Takt 21–30: kurzer Abschnitt mit dem Charakter eines Zwischenspiels.
- A-Teil: Takt 31–50.
- C-Teil: Takt 51–66: kurzer Abschnitt mit Aufwärts – Abwärtsbewegung zunächst in C, dann in F, ebenfalls mehr zwischenspielartiger Charakter.
- A-Teil: Takt 67–86.
- Coda: Takt 87–97: jeweils zwei Vorhalte auf Es (Dominante) im Piano, die von Unisono-Läufen in B (Tonika) aufgelöst werden.